# Luca Pertusati, I conte di Castelferro

Stemma della famiglia Pertusati

Luca Pertusati, I conte di Castelferro (Alessandria, 29 giugno 1637 – Milano, 2 luglio 1718), è stato un nobile e politico italiano.

## Biografia
Luca Pertusati era figlio di Gian Matteo, decurione e consigliere in città, e di sua moglie Margherita Cova. Due dei suoi fratelli, Nicola e Cristoforo, affetti da nanismo, trovarono rispettivamente impiego presso la corte di Madrid e quella di Vienna come buffoni. Nicola venne inoltre, secondo alcuni, immortalato da Diego Velázquez nel dipinto Las Meninas e fu per certo aiutante di camera di Carlo II di Spagna. I due fratelli risultarono poi fondamentali nell'ascesa di Luca nella sua carriera.
Studiò giurisprudenza a Milano dove si trasferì dal 1668 dopo essere stato avvocato fiscale a Lodi ed a Cremona; nella capitale lombarda gli venne assegnata la carica di giudice del Gallo e successivamente ricoprì la carica di avvocato fiscale generale dello Stato di Milano dal 1669 al 1672, anno nel quale venne costretto a lasciare la carica in quanto nominato senatore dal governo spagnolo. Ottenne l'ascrizione al patriziato di Lodi.
Sul finire dell'anno 1675 ottenne la carica di reggente del Supremo Consiglio d'Italia, una delle massime cariche nell'amministrazione statale dell'impero spagnolo, ma non poté recarsi a Madrid per esercitarla in quanto, con l'improvvisa morte del presidente del magistrato ordinario, venne chiamato subito a sostituirlo, mantenendo tale carica sino al 1683. Il Pertusati iniziò ad accumulare notevoli ricchezze personali e nel 1676 acquistò addirittura il feudo di Castelferro, in Lomellina, per la somma di 3000 lire imperiali, ottenendo nel 1683 il titolo di conte con una contesa che coinvolse anche la città di Alessandria in quanto tale territorio non era mai stato infeudato in precedenza.
Nel 1680 venne proposto una seconda volta come reggente del consiglio per l'Italia a Madrid, col privilegio mai concesso in precedenza di poter mantenere per sé anche l'incarico di presidente del magistrato ordinario che egli ottenne di poter continuare a gestire tramite Giovanni Battista dal Pozzo, parente della moglie, nominato ad interim a sostituirlo. Nel 1683, Luca Pertusati venne nominato presidente del senato di Milano, svolgendo un ruolo di primo piano in particolare nelle decisioni prese dal governo spagnolo di Milano nell'ambito della guerra della lega di Augusta. A partire dal 1697 si stabilì definitivamente presso la parrocchia di San Calimero (quartiere di Porta Romana) a Milano
Quando il milanese passò sotto l'Austria, fu il Pertusati a farsi carico dei passaggi dei pieni poteri nelle mani del principe Eugenio di Savoia nell'autunno del 1706. Il Savoia, feldmaresciallo delle truppe imperiali in Italia, affidò al Pertusati, ad Antonio Maria Erba, a Giorgio Clerici, III marchese di Cavenago, a Cesare Pagani ed a Giacomo Rubino, l'incarico di reggenti dello Stato di Milano per conto dell'Austria. Tra la fine del 1706 e l'inizio del 1707, inoltre, Luca fu anche gran cancelliere del ducato di Milano.
Lasciò la presidenza del senato milanese nel 1716.

## Matrimonio e figli
Rimasto legato alla terra d'origine, nel 1672 sposò la nobile Barbara Dal Pozzo, figlia ed erede del marchese d'Annone, Francesco Maria, dalla quale ebbe sei figli:
- Carlo (1675-1755), II conte di Castelferro
- Francesco (1679-1752), vescovo di Pavia
- Cristoforo, governatore di Pavia
- Gian Matteo, canonico di Santa Maria della Scala a Milano
- Paola, sposò in prime nozze il conte Luigi Melzi, poi il marchese Giorgio Teodoro Trivulzio e quindi in terze nozze il conte Ignazio Caimi

Da una donna rimasta sconosciuta ebbe una figlia illegittima, poi legittimata:
- Anna Agata, monaca con il nome di Giovanna Margherita.